# Carlo Schmid (pilote)
Pour l'homme politique allemand, voir Carlo Schmid.
Pour les articles homonymes, voir Schmid.

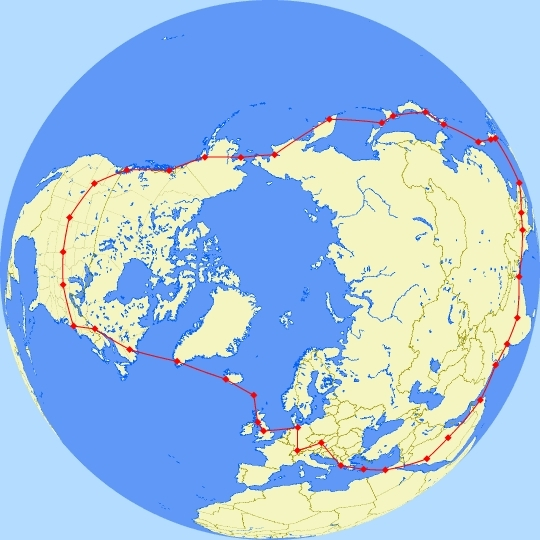
Route de 2012

Carlo Schmid (né le 25 janvier 1990 à Thalwil) est un aviateur suisse.
Il est le plus jeune pilote à ce jour à avoir accompli un vol en solitaire autour du monde. Le décollage et l'atterrissage de son monomoteur Cessna 210 immatriculé HB-RTW ont eu lieu le 11 juillet et le 29 septembre 2012 à l'aérodrome militaire de Dübendorf. En arrivant à Dübendorf, l'avion a été escorté par une équipe de voltige des Forces aériennes suisses, le PC-7 Team.
Avec ce tour du monde, une somme de 50 000 francs au profit de l'UNICEF était collectée.
Carlo Schmid a effectué le trajet suivant : Dübendorf - Vienne (Autriche) - Corfou - Héraklion - Alexandrie - Médine - Riyad - Mascate - Karachi - Ahmedabad - Nagpur - Calcutta - Chiang Mai - Udon Thani - Nha Trang - Subic - Laoag - Taipei - Nagasaki - Osaka - Sapporo - Ioujno-Sakhalinsk - Petropavlovsk-Kamtchatski - Anadyr - Nome (Alaska) - Anchorage - Juneau - Comox - Boise - Denver - Saint Joseph (Missouri) - Indianapolis - Teterboro - Québec - BFC Goose Bay - Narsarsuaq - Reykjavik - Vágar - Prestwick - Manchester - Hambourg - Dübendorf.